# محمد يوسف الرسام

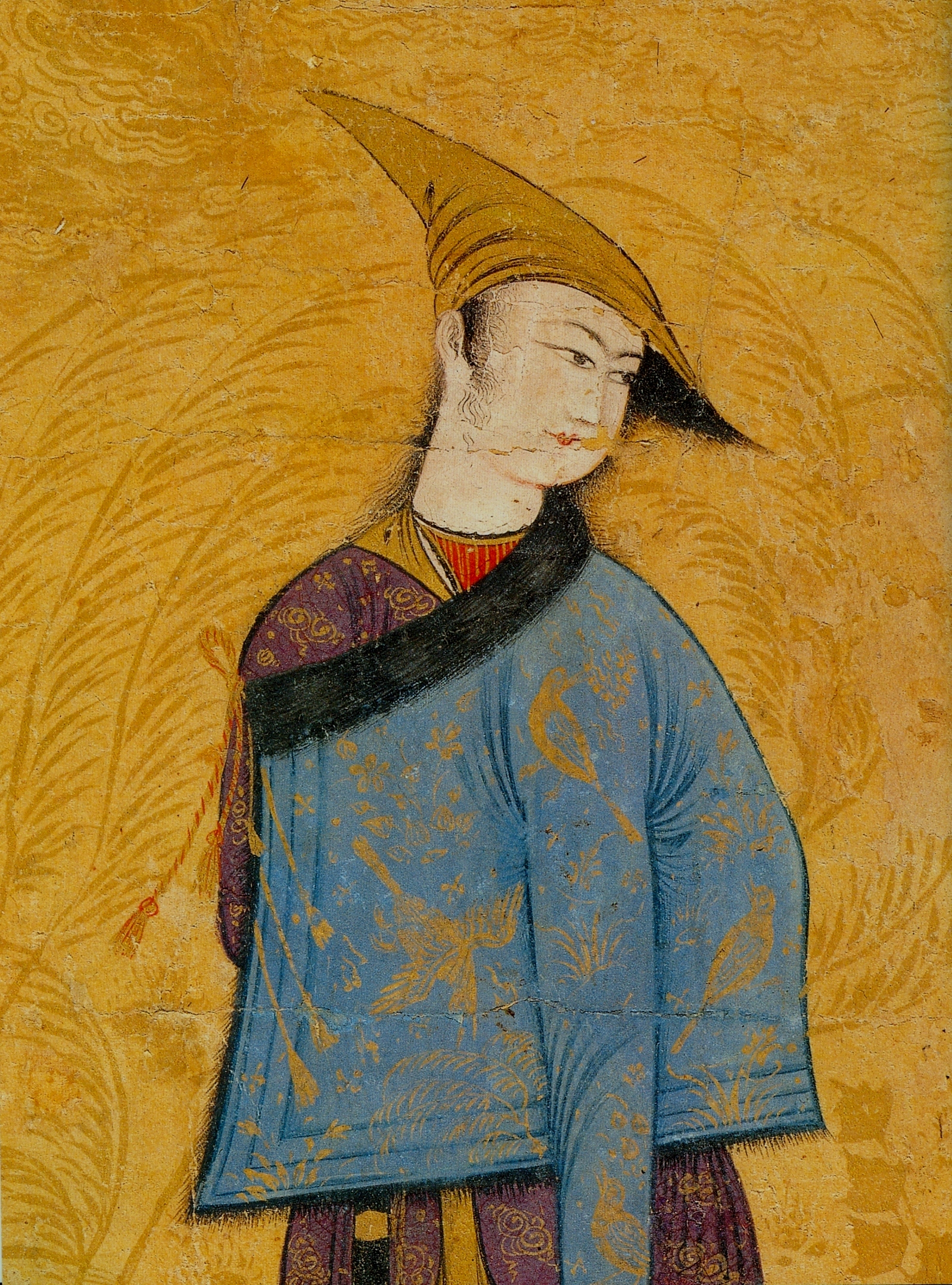
محمد يوسف في أربعينيات القرن السابع عشر

محمد يوسف الرسام (الفارسية: محمد یوسف نگارگر) كان رسامًا فارسيًا من العصر الصفوي من مدرسة أصفهان. كان تلميذًا لرضا عباسي. وتُنسب إليه مخطوطة الشاهنامة الرشيدية. ويبدو أنه ومحمد قاسم كانا زميلين مقربين في العمل، إذ عادة ما يُذكر اسميهما معًا. تحتوي مخطوطة الشاهنامه الوندسورية (المعروفة أيضًا باسم شاهنامه قراتشاقاي خان) على 148 أو 149 منمنمة، وكلها منسوبة إلى محمد يوسف ومحمد قاسم، باستثناء المنمنمتين الأوليين. إن المنمنمات الموجودة في هذه الشاهنامة تشبه إلى حد كبير المنمنمات الموجودة في مخطوطة الشاهنامه الرشيدة، ولذلك اقترح البعض أن هذه المخطوطات من الشاهنامة قد أعدّها نفس الرسامين.

## المنمنمات

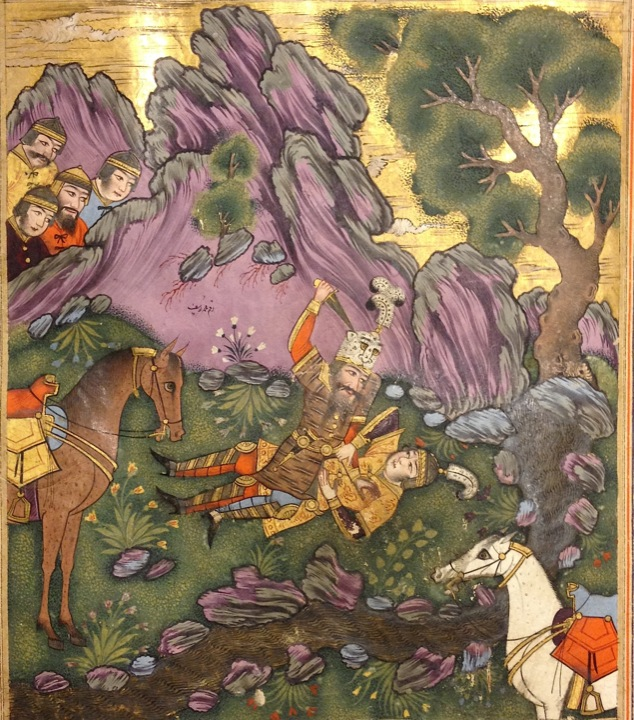
تصوير رستم وسهراب، 1640، بتوقيع محمد يوسف الرسام رقم الجرد للمنمنمة (IO Islamic 3682, f.92r)